# Leon Kamin
Leon J. Kamin (* 29. Dezember 1927 in Taunton, Massachusetts; † 22. Dezember 2017) war ein US-amerikanischer Psychologe.

## Biografie
Kamin wuchs in Taunton, Massachusetts als eines von 14 Kindern einer polnisch-jüdischen Rabbinerfamilie auf. Als Juden in einer Stadt mit überwiegend christlichen Einwohnern sah sich die Familie Anfeindungen ausgesetzt. Kamin reagierte darauf, indem er sich von sozialen Kontakten außerhalb der Familie zurückzog und sich mehr auf die Schule konzentrierte.
Wie er selbst später berichtete, erkannte er hieran die Bedeutung der sozialen Umgebung für die Entwicklung von jungen Menschen. Schon früh fasste er den Vorsatz, zu studieren sowie Professor zu werden. Dieser Plan wurde von seiner Familie unterstützt. Mit 16 Jahren nahm er sein Studium an der Harvard University in Cambridge (Massachusetts) auf; er erhielt 1949 den B.A.- und 1954 den Ph. D.-Titel der Universität. Während seiner Studienzeit schloss er sich der Kommunistischen Partei der USA an. Im Jahr 1953 erhielt Kamin eine Aufforderung, vor einer der McCarthy-Anhörungen im alten Gerichtsgebäude in Boston zu erscheinen. Dort setzte man ihn unter Druck, die Namen anderer Bostoner Kommunisten preiszugeben. 
Leon Kamin war Professor an der McMaster University (1963–1968), der Princeton University (1968–1987) und der Northeastern University (1987–1998).
Leon J. Kamin war Cousin des Komponisten und Autors Franz Kamin sowie Onkel des Musikers Aaron Kamin. Er war verheiratet und hatte sieben Kinder. Mit dem britischen Professor für Biologie und Neurobiologie Steven P. Rose war er eng befreundet und arbeitete teils auch mit ihm zusammen.

## Wissenschaftliche Arbeit
Kamin vertrat die Meinung, dass eine Erblichkeit des Intelligenzquotienten (IQ) nicht wahrscheinlich ist. Er schrieb 1974, dass es keine Daten gebe, aus denen ein vernünftiger Mensch schließen könne, dass der IQ zu irgendeinem Anteil erblich sei.
Er war einer der ersten Kritiker des britischen Psychologen Sir Cyril Burt und vertrat die Auffassung, dass dessen Arbeiten gefälscht sind („Burt-Affäre“).
Kamin war der Autor oder Mitautor mehrerer Bücher. Sein wohl bekanntestes Werk mit dem Titel „Not in Our Genes“ (dt. Titel: „Die Gene sind es nicht …“) schrieb er zusammen mit Steven P. Rose und Richard Lewontin. In diesem Buch argumentierte Kamin, dass IQ und Charakter nicht angeboren seien, sondern durch die Umgebung erlernt würden.

## Werke
- Leon J. Kamin: Der Intelligenz-Quotient in Wissenschaft und Politik. Steinkopff Verlag, Darmstadt 1979, Buchreihe: Psychologie und Gesellschaft – Bd. 8, ISBN 3-7985-0536-5. (dt. Übers.; engl. Originaltitel: The science and politics of I. Q.)
- Hans Jürgen Eysenck, Leon Kamin: Intelligence: the battle for the mind : H.J. Eysenck versus Leon Kamin. Pan Books, London u. a. 1981, Buchreihe: Pan psychology, ISBN 0-333-31279-1. (englisch)
- Steven Rose, Leon J. Kamin, Richard C. Lewontin: Not in our genes: biology, ideology and human nature. Penguin Books, Harmondsworth, Middlesex u. a. 1984, Schriftenreihe: Pelican books, ISBN 0-14-022605-2. (englisch)
- Richard C. Lewontin, Steven Rose, Leon J. Kamin: Die Gene sind es nicht … Biologie, Ideologie und menschliche Natur. Psychologie Verl. Union, München u. a. 1988, ISBN 3-621-27036-1. (dt. Übers.; engl. Originaltitel: Not in our genes: biology, ideology and human nature)